# نوباء نبيلة
نوباء نبيلة (الاسم العلمي: Alternaria nobilis) هو نوع من الفطريات يتبع جنس النوباء من الفصيلة البوغيانية.